# Nataliya Yakushenko
Nataliya Yakushenko –en ucraniano, Наталія Якушенко; en ruso, Наталья Якушенко, Natalia Yakushenko– (Kiev, URSS, 2 de marzo de 1972) es una deportista ucraniana que compitió en luge en la modalidad individual.
Ganó dos medallas de bronce en el Campeonato Mundial de Luge, en los años 1990 y 2009. Participó en cinco Juegos Olímpicos de Invierno, entre los años 1992 y 2010, ocupando el octavo lugar en Albertville 1992 y el octavo en Lillehammer 1994, en la prueba individual.

## Palmarés internacional
| Representando a la URSS |                              |                   |            |
| Campeonato Mundial      |                              |                   |            |
| Año                     | Lugar                        | Medalla           | Prueba     |
| 1990                    | Calgary (Canadá)             | Medalla de bronce | Equipo     |
| Representando a Ucrania |                              |                   |            |
| Campeonato Mundial      |                              |                   |            |
| Año                     | Lugar                        | Medalla           | Prueba     |
| 2009                    | Lake Placid (Estados Unidos) | Medalla de bronce | Individual |